# Vincenzo Peruggia
Vinecenzo Peruggia (Dumenza, Varese, Italija, 8. listopada 1881. – Saint-Maur-des-Fossés, Francuska, 8. listopada, 1925.) bio je talijanski lopov. Najpoznatiji po tome što je 21. kolovoza 1911. godine ukrao Mona Lisu iz Louvrea. Ta krađa se smatra najvećom krađom umjetnina 20. stoljeća.